# Dieter Wieland (Schauspieler)
Dieter Wieland  (* 20. Oktober 1929 in Essen-Steele; † 18. Juni 1983 in München) war ein deutscher Schauspieler und Theaterregisseur.

## Leben
Wieland war seit den 1950er-Jahren als Darsteller in Kinofilmen und Fernsehproduktionen tätig. Als seinen ersten Kinofilm führt die Filmdatenbank IMDb das Liebesdrama André und Ursula (1955), in der Wieland in der Rolle des Georg unter der Regie von Werner Jacobs neben Elisabeth Müller und Ivan Desny zu sehen war.
In dem Märchenfilm Schneeweißchen und Rosenrot (1955), einer Verfilmung des gleichnamigen Märchens Schneeweißchen und Rosenrot, übernahm Wieland eine Hauptrolle als Prinz Rittersporn.
Später arbeitete Wieland, überwiegend in München, als Theaterschauspieler. Nach dem Tod des Besitzers Gerhard Metzner (1969) leitete er mit Isebil Sturm die Kleine Komödie am Max II sowie die Kleine Komödie im Bayerischen Hof und die Kleine Komödie am Karlstor (vormals Tribüne am Karlstor). Dort war er regelmäßig als Regisseur tätig und trat als Schauspieler in seinen eigenen Inszenierungen auf. Wieland inszenierte hauptsächlich Stücke des Boulevardtheaters.
An der Kleinen Komödie am Max II inszenierte er unter anderem 1975 die Salonkomödie Ein idealer Gatte mit Judy Winter und Tilly Lauenstein. 1976 inszenierte er dort erneut eine Komödie von Oscar Wilde: Eine Frau ohne Bedeutung; die Hauptrolle spielte Sonja Ziemann. 1982 inszenierte er dort nochmals eine Gesellschaftskomödie von Oscar Wilde, Lady Windermeres Fächer, wieder mit Sonja Ziemann. 1975 führte er dort Regie bei dem Lustspiel Ein Rose zum Frühstück von Hilary McKay mit Gerlinde Locker und Reinhard Glemnitz in den Hauptrollen. In der Spielzeit 1979/1980 war er dort Regisseur und Schauspieler bei einer Inszenierung des Lustspiels Intimitäten von Noël Coward, ebenfalls mit Sonja Ziemann. 1983 inszenierte er dort, kurz vor seinem Tod, unter dem Titel Altbairische Miniaturen zwei Einakter von Ludwig Thoma.
Daneben übernahm er Filmrollen in Fernsehproduktionen.
Wieland arbeitete seit den 1950er Jahren auch häufig als Sprecher für Hörspiele. 1955 übernahm er, an der Seite von Martin Benrath als Schiller, die Rolle des Bandenmitglieds und Karlsschülers Roller in einer Funkfassung des Schauspiels Die Karlsschüler von Heinrich Laube. Er sprach außerdem verschiedene Rollen in der Hörspielreihe Meister Eder und sein Pumuckl, so unter anderem die Rolle des Kunden Herr Willhart in dem Pumuckl-Hörspiel Auf heißer Spur (1975), in welcher sein Teil in der neuen Fassung allerdings von Alexander Malachowsky. Weitere Rollen hatte er als Passant bzw. Spengler in den Pumuckl-Hörspielen Der rätselhafte Hund (1973; dort in der neuen Fassung von Malachowsky erneut eingesprochen) und Der große Krach und seine Folgen (1975, diesmal sprach ihn Olf Fischer in der neuen Fassung ein) und als Wachtmeister in dem Pumuckl-Hörspiel Pumuckl will eine Uhr haben (1973), letzteres Hörspiel war das einzige, in dem in der neuen Fassung sein Teil erhalten blieb. In dem Karl-May-Hörspiel Sklaven der Arbeit (1977) sprach er die Rolle des Frommen.

## Filmografie
- 1954: Second Face (TV)
- 1955: André und Ursula
- 1955: Schneeweißchen und Rosenrot
- 1971: Der erste Frühlingstag (TV)
- 1972: Ferdinand Lassalle (TV)
- 1972: Das Fernsehgericht tagt: Räuberische Erpressung
- 1974: Ay, ay, Sheriff (TV)
- 1982: Kreisbrandmeister Felix Martin [insg. 2 Folgen]
- 1982: Derrick: Der Mann aus Kiel